# شهرك بنت الهدى (كوشك)
شهرك بنت الهدى (بالفارسية: شهرک بنت‌الهدی) هي منطقة سكنية تقع في إيران في قسم كوشك الريفي. يقدر عدد سكانها بـ 230 نسمة .